# 26829 Сакайхойкуен
26829 Сакайхойкуен (26829 Sakaihoikuen) — астероїд головного поясу, відкритий 30 листопада 1989 року.
Тіссеранів параметр щодо Юпітера — 3,345.
Названо на честь Сакайхойкуен (яп. さかいほいくえん(境保育園) сакайхойкуен).